# Venus Ramey
Venus Ramey (Ashland, 26 settembre 1924 – Science Hill, 17 giugno 2017) è stata una modella statunitense, eletta Miss Distretto di Columbia ed in seguito Miss America 1944. È stata la prima donna dai capelli rossi a vincere il titolo. Rifiutò di lavorare nel mondo dello spettacolo perché disgustata dallo show business, e preferì tornare a lavorare nella fabbrica di tabacco della famiglia, che continuò a gestire per cinquant'anni. Si sposò ed ebbe due figli, continuando a vivere in Kentucky. Nell'anno della sua elezione, un Boeing B-17 dell'aeronautica militare statunitense è stato chiamato proprio Venus Ramey. 
Tornò alla ribalta anni dopo, per aver rilasciato dichiarazioni particolarmente critiche nei confronti delle Miss America più recenti, come Vanessa L. Williams (1984) e Katherine Shindle (1998). La prima è stata chiamata "puttana" per aver posato nuda in un servizio fotografico, mentre la seconda è stata gravemente insultata per aver appoggiato la promozione dei preservativi: "C'è un nome per le donne che maneggiano i preservativi, e non è certamente Miss America.")